# Among Us
Among Us je online multiplayerová sociální a dedukční hra vyvinutá a publikovaná americkým herním studiem Innersloth. Byla vydána 15. června 2018. Hra se odehrává v prostředí s vesmírnou tematikou, kde každý z hráčů převezme jednu ze dvou rolí. Většina hráčů se stává členy posádky (v originále Crewmates) a předem zvolený počet osob (možné pouze 1-3)  hraje roli podvodníka (v originále The Impostor).
Původně málo známá hra získala v druhé polovině roku 2020 příliv popularity díky mnoha známým streamerům na platformě Twitch a YouTube, kteří hru hráli, především v době pandemie covidu-19. Vznikala také celá řada memů s tematikou Among Us.
V reakci na popularitu této hry bylo v srpnu 2020 oznámeno pokračování hry s názvem Among Us 2, avšak v září stejného roku bylo plánované pokračování zrušeno, místo toho se tým soustředil na vylepšení původní hry.

## Princip
Hra je určena pro čtyři až patnáct hráčů. Jeden až tři z těchto hráčů jsou v každé hře náhodně vybráni jako podvodníci (Impostors), kteří vědí o rolích svých spoluhráčů, zatímco ostatní spoluhráči mají roli členů posádky (Crewmates), astronautů pracujících pro vesmírnou agenturu MIRA. Hra se může odehrávat na jedné z pěti map: vesmírná loď (The Skeld), budova ústředí (velitelství Mira HQ), základna planety (Polus), vzducholoď (The Airship) nebo houbová džungle (The Fungle). Členové posádky mají po mapě rozmístěné úkoly (tasks) ve formě miniher, které zahrnují údržbu elektrických rozvodů, motorů, výzkumných center apod. Podle počtu jednotlivých částí se dělí na krátké (short), běžné (mají je všichni členové posádky) (common) a dlouhé (long) úkoly. Podvodníci dostávají seznam falešných úkolů, aby splynuli s členy posádky, ale nemohou je reálně plnit, zato mají schopnost sabotovat práci ostatních, např. vypnutím světel, prolézání ventilací, zabíjení ostatních členů posádky, vypínání komunikačních systémů, vypínání kyslíku, roztavení reaktoru a zavírání dveří.

### Duch
Pokud hráč zemře, stane se z něj duch, který dál létá po mapě a plní úkoly. Živí hráči však ducha nevidí. Duchové mohou procházet zdmi, jsou rychlejší než zbytek žijících a mohou s ostatními duchy i komunikovat, avšak živé členy posádky mohou jen pozorovat. Duch ale může být i Impostor, pokud byl odhalen a vyhozen z lodi a pokud je víc než 1 Impostor ve hře. Duchové Impostorů mohou sabotovat stejně jako živí Impostoři.
Všichni hráči, kromě duchů, mají omezené pole vidění, které jim umožňuje vidět ostatní hráče v určité neblokované vzdálenosti kolem sebe, a to navzdory perspektivě hry shora dolů. To umožňuje plížení a schovávání se v temných koutech, podobně jako ve skutečném světě, což by při prostém third-person vidění nebylo možné.

### Výhra
Členové posádky vyhrávají splněním všech úkolů nebo nalezením a eliminací všech podvodníků. Aby podvodníci vyhráli, musí zabít dostatečný počet členů posádky tak, aby je nemohli členové posádky vyloučit, nebo sabotáží zničit loď či základnu. Duchové pomáhají svým žijícím spoluhráčům plněním úkolů (jako Crewmate) nebo prováděním sabotáží (jako Impostor). Pokud sabotáž není vyřešena před dokončením odpočítávání, vyhrávají podvodníci. Sabotáže mohou živí hráči vyřešit podle toho, o jakou sabotáž jde.

### Sabotáže
Když podvodník provede sabotáž, buď to má okamžitý důsledek, nebo začíná odpočítávání, ale každá sabotáž, bez ohledu na typ, zablokuje možnost svolat nouzové setkání (Emergency Meeting), ale schopnost nahlašovat mrtvá těla zůstává. U odpočtových sabotáží tato situace sabotáž zruší a přejde se k setkání, ale sabotáže s okamžitým důsledkem nezruší, zůstávají dál i po setkání. 
Zde je tabulka sabotáží podle toho, jakého typu jsou, a na kterých mapách se dají spustit:
| Sabotáž                         | Typ               | The Skeld | Mira HQ | Polus | The Airship | The Fungle |
| ------------------------------- | ----------------- | --------- | ------- | ----- | ----------- | ---------- |
| Zavření dveří:                  | Okamžitý důsledek | Ano       | Ne      | Ano   | Ano         | Ano        |
| Zhasnutí světel:                | Okamžitý důsledek | Ano       | Ano     | Ano   | Ano         | Ne         |
| Komunikace:                     | Okamžitý důsledek | Ano       | Ano     | Ano   | Ano         | Ano        |
| Rozstavení Reaktoru:            | Odpočet           | Ano       | Ano     | Ne    | Ne          | Ano        |
| Odpojení Kyslíku:               | Odpočet           | Ano       | Ano     | Ne    | Ne          | Ne         |
| Reset Seisimických Stabilizérů: | Odpočet           | Ne        | Ne      | Ano   | Ne          | Ne         |
| Odvrátit Směr Bouračky:         | Odpočet           | Ne        | Ne      | Ne    | Ano         | Ne         |
| Houbový Mixup:                  | Okamžitý důsledek | Ne        | Ne      | Ne    | Ne          | Ano        |

### Bezpečnost (ve hře)
Každý žijící hráč, pokud najde mrtvé tělo, jej může nahlásit, což zastaví hru a svolá nouzové setkání (Emergency Meeting). Živí hráči jej mohou také vyvolat stisknutím tlačítka umístěného v určité místnosti na mapě, pokud nebyla provedena sabotáž. Na schůzce hráči diskutují a hlasují o tom, komu věří a kdo si myslí, že je podvodník, na základě důkazů. Pokud někomu přijde jiný hráč podezřelý, řekne to ostatním spoluhráčům a ti si na něj mají dát pozor. 
Je-li dosaženo plurality hlasování, vybraná osoba je vyhozena z mapy a zemře. Dále je zde možnost zdržet se hlasování, pokud si hráč není jistý nebo pokud chybí potřebné důkazy apod.
Abychom pomohli určit identitu podvodníka, jsou na každé mapě různé bezpečnostní systémy.
Zde je tabulka bezpečnostních systémů o tom, na kterých mapách se dají najít:
| Systém                   | The Skeld | Mira HQ | Polus | The Airship | The Fungle                 |
| ------------------------ | --------- | ------- | ----- | ----------- | -------------------------- |
| Bezpečnostní kamery:     | Ano       | Ne      | Ano   | Ano         | Nahrazeny binokulárem (Ne) |
| Administrační Stůl:      | Ano       | Ano     | Ano   | Ano         | Ne                         |
| Pohybové Senzory:        | Ne        | Ano     | Ne    | Ne          | Ne                         |
| Životní Funkce (Vitals): | Ne        | Ne      | Ano   | Ano         | Ano                        |

### Možná nastavení (ve hře)
Na začátku každé hry může zakladatel upravit různé možnosti přizpůsobení herních aspektů, jako je rozsah vidění, rychlost pohybu nebo nouzové schůzky. Existuje také mnoho kosmetických možností, které si každý hráč může vybrat, včetně barev skafandrů, klobouků a mazlíčků, z nichž některé jsou placeným stahovatelným obsahem.

### Role
Bylo již zmíněno, že ve hře se vyskytují základní role (Crewmate-člen posádky), (Impostor-podvodník), ale ty jsou od aktualizace v listopadu 2021 rozřazovány ještě do dalších podrolí:

#### Inženýr
Inženýr (Engineer) je role, která má schopnost vnikat do ventilačních šachet, což bylo ještě před zmiňovanou aktualizací možné pouze pro podvodníky.
Inženýři ale nemohou vnikat do ventilačních otvorů nepřetržitě, mají totiž pauzu (cooldown) několik sekund (5-60), kdy nemohou do ventilačních šachet vnikat. Zato podvodníci mohou neustále, což může být aspektem, který někdy může pomoci podvodníka odhalit.

#### Vědec
Vědec (Scientist) je druh role člena posádky, který má schopnost otevřít si tablet (Vitals), který sleduje životní funkce hráčů (jestli žijí, nežijí nebo se odpojili ze hry).
Vědci se ale nemohou dívat na tablet nepřetržitě, protože tablet má baterii, která se dá dobíjet pouze pomocí dělání úkolů. Na začátku je tabletu přiděleno 5 až 30 bodů baterie, z toho každý z nich se vybije za 1 sekundu používání.

#### Strážný anděl
Strážný anděl (Guardian Angel) je druh role mrtvého člena posádky, který má schopnost chránit ostatní žijící členy posádky před podvodníkem.
Strážní andělé ale nemohou ochraňovat živé členy posádky nepřetržitě, protože mají pauzu po dobu 35-120s, kdy nemohou živé členy posádky ochraňovat.
Ochrana ale také není nepřetržitá, protože je dlouhá po dobu 5-30 sekund, potom podvodník může člena posádky zabít.

#### Měňavec
Měňavec (Shapeshifter) je druh role podvodníka, který má schopnost měnit se v ostatní členy posádky.
Měňavci se ale nemohou měnit nepřetržitě, protože mají pauzu po dobu 10 sekund, kdy se nemohou měnit do cizí podoby.
Měňavci ale také nemohou (ale i mohou) zůstávat v cizí podobě nepřetržitě, mají totiž maximálně 20 sekund na to, aby v cizí podobě zůstali (během pobytu v cizí podobě se mohou kdykoli proměnit zpátky do své pravé).

### Novější role po aktualizaci v červnu 2024

#### Stopař
Stopař (Tracker) je druh role člena posádky, který má schopnost sledovat na mapě jakéhokoli člena posádky.

#### Hlukovač
Hlukovač (Noisemaker) je druh role člena posádky, který po zabití podvodníkem vyšle signál a lokaci svého těla po dobu maximálně 15 sekund.

#### Přízrak
Přízrak (Phantom) je druh role podvodníka, který má schopnost se stát neviditelným na maximálně 30 sekund.

## Vývoj a vydání

### Prvotní vývoj
Among Us byl inspirován skutečnou společenskou hrou Městečko Palermo a původně měl být multiplayerovou hrou pouze pro mobilní zařízení s jedinou mapou. To bylo vydáno v červnu 2018 pro operační systémy Android a iOS. Krátce po vydání měl Among Us průměrný počet hráčů 30 až 50 hráčů současně. Programátor Forest Willard usoudil, že „to nevycházelo skvěle“, což bylo podle návrháře Marcuse Bromandera proto, že studio Innersloth mělo opravdu špatný marketing. Tým vývojářů zamýšlel, že na hře přestane pracovat a ukončí ji, ale následně pokračoval v práci kvůli malé, ale hlasité základně hráčů. Nejprve proto přidal online multiplayer, nové úkoly a možnosti přizpůsobení, a později 16. listopadu 2018 hra vyšla na platformě Steam. Podpora multiplatformního hraní byla k dispozici po vydání verze pro PC.

### Přidávání map
8. srpna 2019 společnost InnerSloth oznámila druhou mapu s názvem Mira HQ. 12. listopadu 2019 byla přidána třetí mapa s názvem Polus. Obě mapy zpočátku vyžadovaly dodatečnou platbu ve výši 4 americké dolary, avšak jejich ceny byly 6. ledna 2020 sníženy na 2 dolary, poté byly zdarma uvolněny 11. června 2020, i když balíčky map jsou stále k dispozici pro nákup na všech platformách, neposkytují přístup k mapám, místo toho pouze dávají hráči skiny, které byly dodávány s mapami.

### Aktualizace
Podle Willarda se tým držel hry mnohem déle, než by pravděpodobně měli, čistě z obchodního hlediska. Vydávání pravidelných aktualizací hry jednou týdně vedlo k neustálému nárůstu hráčů. Bromander uvedl, že jejich schopnost udělat to byla způsobena tím, že měli dostatečné úspory, což jim umožnilo pokračovat v práci na hře, i když se neprodávala nijak zvlášť dobře.

### Popularita
K nárůstu popularity hry došlo až v druhé polovině roku 2020, který byl původně způsoben tvůrci obsahu v Jižní Koreji a Brazílii. Bromander uvedl, že mezi hráči z Mexika, Brazílie a Jižní Koreje je tato hra ještě populárnější než mezi hráči z USA. Podle Willarda může za zvýšení popularity hry Twitch streamer Sodapoppin, který si tuto hru oblíbil a začal ji propagovat na platformě Twitch v červenci 2020. Poté ji začalo hrát mnoho dalších tvůrců tvořících na platformě Twitch a YouTube, včetně významných tvůrců ze světa i z České republiky, např. xQcOW, Pokimane, Shroud, Ninja a PewDiePie.

#### Covid-19
Častým důvodem narůstající popularity hry byla uváděna pandemie covidu-19, jelikož umožňovala socializaci skrze internet.

#### Nárůst počtu hráčů
Popularita hry pokračovala i v následujících měsících; v září 2020 hra dosáhla 100 milionů stažení a hru hrálo v jednu dobu pravidelně až 1,5 milionu hráčů, z nichž téměř 400 tisíc bylo ve službě Steam, na konci září se toto číslo zvýšilo na 3,8 milionu. Tento náhlý nárůst hráčů přetížil herní server, který podle jednoho programátora byl v té době „zcela bezplatný server Amazonu a bylo to strašné“, což ho donutilo pracovat v kritické době, aby to rychle napravil.

### Zrušené pokračování a budoucnost
V srpnu 2020 tým uvalil pozornost na pokračování hry s názvem Among Us 2. Během této doby tvůrci pokračovali v aktualizaci, zvyšovali maximální základnu hráčů, přidali čtyři servery, tři regiony a delší herní kódy, aby umožnily podporu více souběžných her. 23. září 2020 tým oznámil, že pokračování zatím nebude, místo toho se rozhodl podpořit původní hru a přidal do ní veškerý obsah určený pro pokračování, a to z důvodu počtu lidí, kteří si původní hru užívali. Vzhledem k tomu, že InnerSloth považoval základní kód hry za zastaralý a nezpůsobený k přidávání takového množství nového obsahu, tým plánuje přepracovat základní kód hry, aby umožnil nové funkce. Tým oznámil své plány na vyřešení problémů se serverem hry a rozšířeným problémem s podváděním, jakož i zlepšení hry duchů, přidání přizpůsobitelných ovládacích prvků, podpory barevnosti, systému přátel, více barev hráčů a novou mapu.

#### Hraní na konzolích
InnerSloth uvažoval o vydání hry na konzole jako PS4 a Xbox One, ale narazil na problém při implementaci komunikace s hráči, protože standardní textový nebo hlasový chat se zdál nepoužitelný. Zvažovali systém podobný systému „quick comms“ od hry Rocket League, stejně jako možnost vývoje zcela nového komunikačního systému pro hru. V září 2020 zatím nebylo známo, v jakém stavu je vývoj těchto verzí, ačkoli o jejich vytvoření alespoň uvažují.

## Easter Eggy
- Obrácená mapa: Když si na zařízení (mobil, počítač) zvolíte datum 1. 4. 2021, tak se na mapě The Skeld otočí strany.
- Na mapě The Airship můžete najít různé předměty, které použil Henry Stickmin v Infiltrating the Airship a v remakeu (Henry Stickmin Collection - Infiltrating the Airship).
- Animace zabití, kde impostor zabije crewmatea jazykem je odkazem na film Věc, kde mimozemšťan zabíjí podobným způsobem.

## Přijetí
Craig Pearson z Rock, Paper, Shotgun shledal hraní jako podvodníka mnohem zábavnější, než hraní jako člen posádky, což nazval vyčerpávajícím. V souvislosti s popularitou hry mezi streamery, Evelyn Lau z The National uvedla: „Sledování reakcí lidí, kteří se snaží uhodnout, kdo je podvodník (a někdy se při tom velmi mýlí), nebo strašně lžou o tom, že nejsou podvodníkem, je docela zábavné.“ Alice O'Conner ze společnosti Rock, Paper, Shotgun popsala hru jako „Mafia, neboli Werewolf, ale s minihrami“. Andrew Penney z TheGamer uvedl, že hra „stála za tu cenu“ a „s kým hrajete, určuje, jak zábavná je hra“.

### Porovnávání
Among Us se často porovnává s Fall Guys, protože se obě staly populárními společenskými hrami během pandemie covidu-19. Jejich vývojáři se navzájem pozitivně podpořili na Twitteru. Rovněž byla vypracována srovnání mezi těmito dvěma hrami, o nichž se říká, že vypadají jako želé. Among Us byl také přirovnáván k hrám Goose Goose Duck,The Thing Town of Salem, Werewolves Within (Vlkodlaci) a Secret Hitler.